# Moteur à combustion interne
Pour les articles homonymes, voir Moteur à combustion, MCI et ICE.

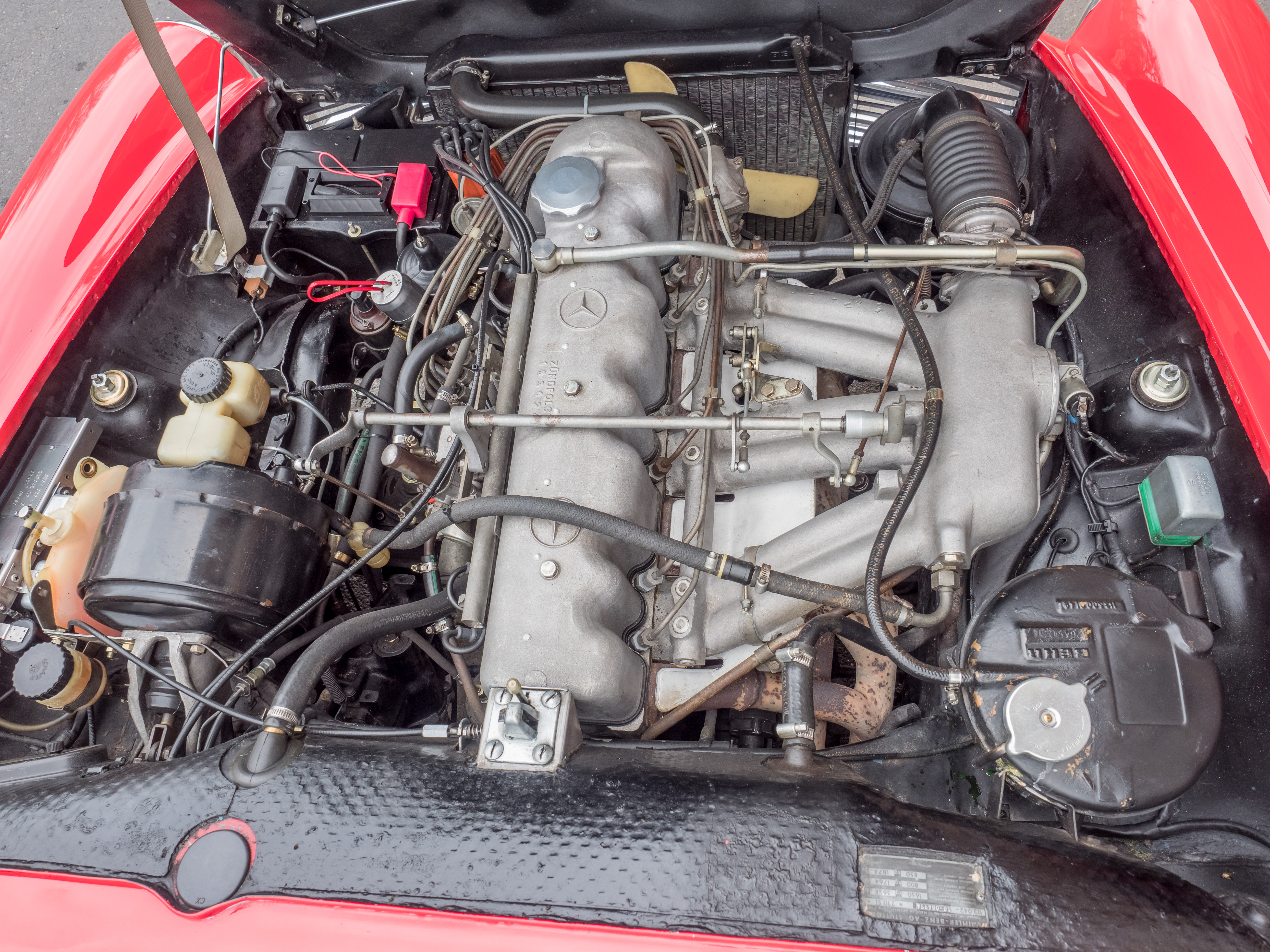
Moteur à quatre temps.

Un moteur à combustion interne ou MCI (en anglais : internal combustion engine ou ICE) est un type de moteur à combustion, c'est-à-dire un moteur permettant d'obtenir un travail mécanique à partir d'un gaz en surpression, cette dernière étant obtenue à l'aide d'un processus de combustion. Dans le cas d'un moteur à combustion interne, cette combustion a lieu à l'intérieur du moteur.
Il existe deux grands types de moteurs à combustion interne : les moteurs produisant un couple sur un arbre mécanique et les moteurs à réaction éjectant rapidement un fluide par une tuyère.

## Moteurs fournissant un couple sur un arbre

Combustion dans un cylindre avec soupapes latérales.

On distingue deux familles, selon que la combustion est fractionnée dans le temps ("explosion") ou continue :
- Moteur à explosion :
  - moteur à allumage commandé : moteur à deux temps, moteur à quatre temps, moteur à piston rotatif (moteur Wankel) , etc. ;
  - moteur à allumage par compression : moteur Diesel et semi-diesel, à deux temps ou à quatre temps ;
  - moteur à gaz. Voir aussi gazogène, gaz de pétrole liquéfié, gaz naturel pour véhicules (GNV).
- Turbine à gaz, turbopropulseur, turbomoteur.

## Moteurs à réaction (fournissant une poussée)
Selon le type de comburant utilisé, il existe deux types de moteur à réaction :
- aérobies (dont le comburant est le dioxygène de l'air) :
  - turboréacteur,
  - statoréacteur,
  - superstatoréacteur,
  - pulsoréacteur et moteur à ondes de détonation pulsées ;
- anaérobies (utilisation d'un comburant embarqué) :
  - moteur-fusée dont moteur-fusée à ergols liquides.